# Kościernica Wąskotorowa
Kościernica Wąskotorowa – zlikwidowany przystanek kolei wąskotorowej (Koszalińska Kolej Wąskotorowa), w Kościernicy, w województwie zachodniopomorskim, w Polsce. Przystanek został zlikwidowany w kwietniu 1945 roku.